# Granada Club de Fútbol 2021-2022
Questa voce raccoglie le informazioni riguardanti il Granada Club de Fútbol nelle competizioni ufficiali della stagione 2021-2022.

## Maglie e sponsor
| Casa | Trasferta | Terza maglia |

Fornitore tecnico: Nike

## Rosa
In corsivo i calciatori ceduti durante la stagione
| N. |                       | Ruolo | Calciatore        |
| -- | --------------------- | ----- | ----------------- |
| 1  | Portogallo (bandiera) | P     | Luís Maximiano    |
| 2  | Francia (bandiera)    | D     | Dimitri Foulquier |
| 2  | Colombia (bandiera)   | D     | Santiago Arias    |
| 3  | Spagna (bandiera)     | D     | Sergio Escudero   |
| 4  | Francia (bandiera)    | C     | Maxime Gonalons   |
| 5  | Spagna (bandiera)     | D     | Luis Milla        |
| 6  | Spagna (bandiera)     | D     | Germán Sánchez    |
| 7  | Spagna (bandiera)     | C     | Alberto Soro      |
| 8  | Camerun (bandiera)    | C     | Yan Brice Eteki   |
| 9  | Colombia (bandiera)   | A     | Luis Suárez       |
| 10 | Spagna (bandiera)     | C     | Antonio Puertas   |
| 11 | Venezuela (bandiera)  | A     | Darwin Machís     |
| 12 | Spagna (bandiera)     | A     | Dani Raba         |
| 13 | Spagna (bandiera)     | P     | Aarón Escandell   |
| 14 | Spagna (bandiera)     | C     | Monchu            |
| 14 | Uruguay (bandiera)    | A     | Matías Arezo      |

| N. |                       | Ruolo | Calciatore             |
| -- | --------------------- | ----- | ---------------------- |
| 15 | Spagna (bandiera)     | D     | Carlos Neva            |
| 16 | Spagna (bandiera)     | D     | Víctor Díaz (capitano) |
| 17 | Portogallo (bandiera) | C     | Quini                  |
| 18 | Perù (bandiera)       | D     | Luis Abram             |
| 18 | Serbia (bandiera)     | C     | Njegoš Petrović        |
| 19 | Spagna (bandiera)     | C     | Ángel Montoro          |
| 20 | Colombia (bandiera)   | A     | Carlos Bacca           |
| 21 | Spagna (bandiera)     | A     | Rubén Rochina          |
| 22 | Portogallo (bandiera) | D     | Domingos Duarte        |
| 23 | Spagna (bandiera)     | A     | Jorge Molina           |
| 24 | Albania (bandiera)    | A     | Myrto Uzuni            |
| 26 | Spagna (bandiera)     | C     | Isma Ruiz              |
| 27 | Spagna (bandiera)     | D     | Pepe Sánchez           |
| 28 | Spagna (bandiera)     | D     | Raúl Torrente          |
| 33 | Spagna (bandiera)     | A     | Adrián Butzke          |
| 35 | Spagna (bandiera)     | A     | Álex Collado           |